# Indonesian Masters
De Indonesian Masters is een golftoernooi van de Aziatische PGA Tour.
De eerste editie werd gespeeld in 2011 op de Royale Jakarta Golf Club. Winnaar was Lee Westwood, die zijn titel in 2012 met succes verdedigde.

## Winnaars
| Jaar                          | Baan                     | Winnaar            | Score              | Score              |
| Indonesian Masters            | Indonesian Masters       | Indonesian Masters | Indonesian Masters | Indonesian Masters |
| ----------------------------- | ------------------------ | ------------------ | ------------------ | ------------------ |
| 2011                          | Royale Jakarta Golf Club | Lee Westwood       | 269                | -19                |
| CIMB Niaga Indonesian Masters |                          |                    |                    |                    |
| 2012                          | Royale Jakarta Golf Club | Lee Westwood       | 272                | -16                |
| 2013                          | Royale Jakarta Golf Club | Bernd Wiesberger   | 273                | -15                |
| 2014                          | Royale Jakarta Golf Club | Anirban Lahiri     | 271                | -17                |

 Maleisisch Open ·
 Thailand Classic ·
 Indian Open ·
 SAIL-SBI Open ·
 Indonesian Masters ·
 Mauritius Open ·
 Queen's Cup ·
 Omega European Masters ·
 Vascory Classic ·
 Chiangmai Golf Classic
EurAsia Cup